# Ingolfiella thibaudi
Ingolfiella thibaudi är en kräftdjursart. Ingolfiella thibaudi ingår i släktet Ingolfiella och familjen Ingolfiellidae. Inga underarter finns listade i Catalogue of Life.